# Рибалочка ультрамариновий
Рибалочка ультрамариновий (Ceyx azureus) — вид сиворакшоподібних птахів родини рибалочкових (Alcedinidae). Мешкає в Австралазії.

## Опис

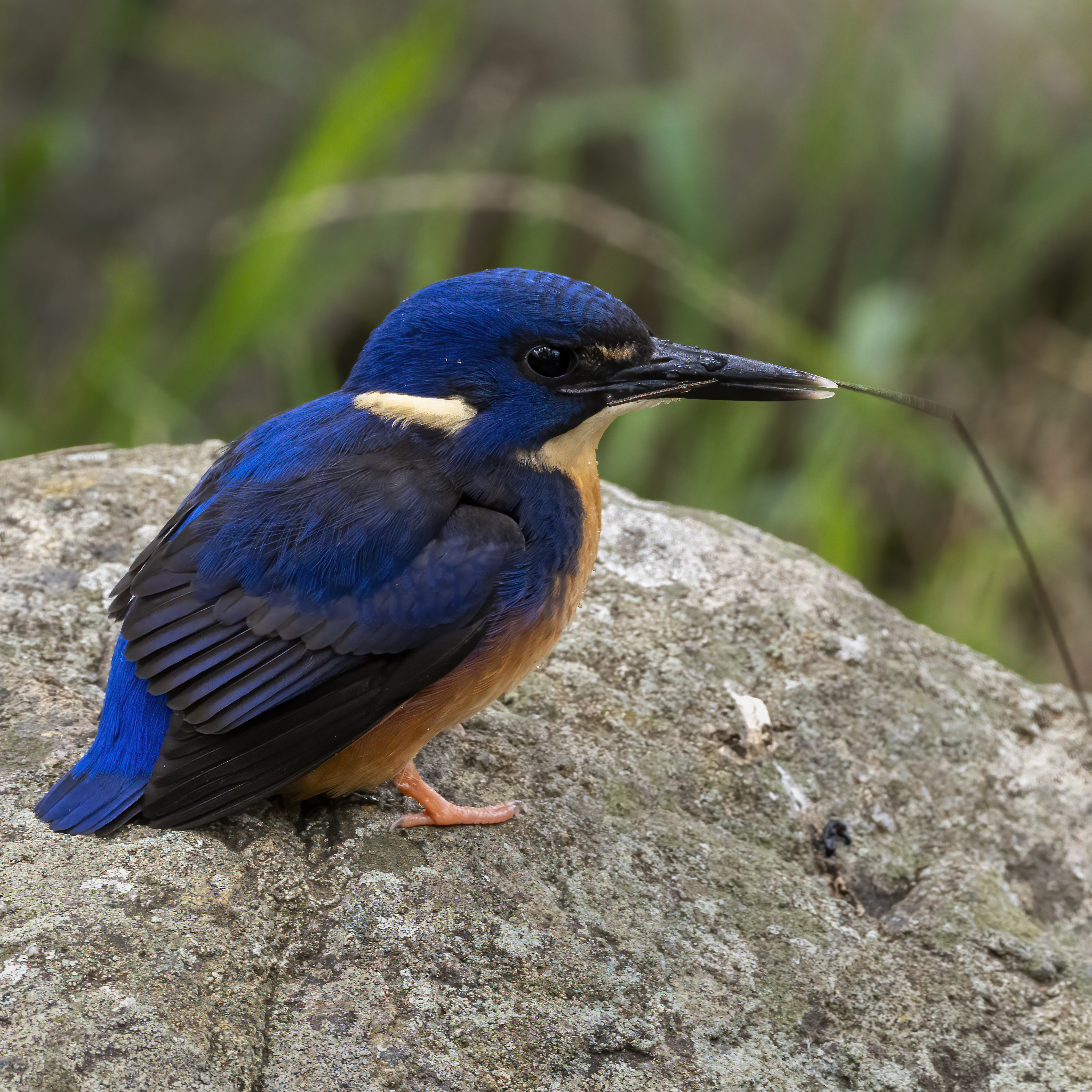
Ультрамариновий рибалочка

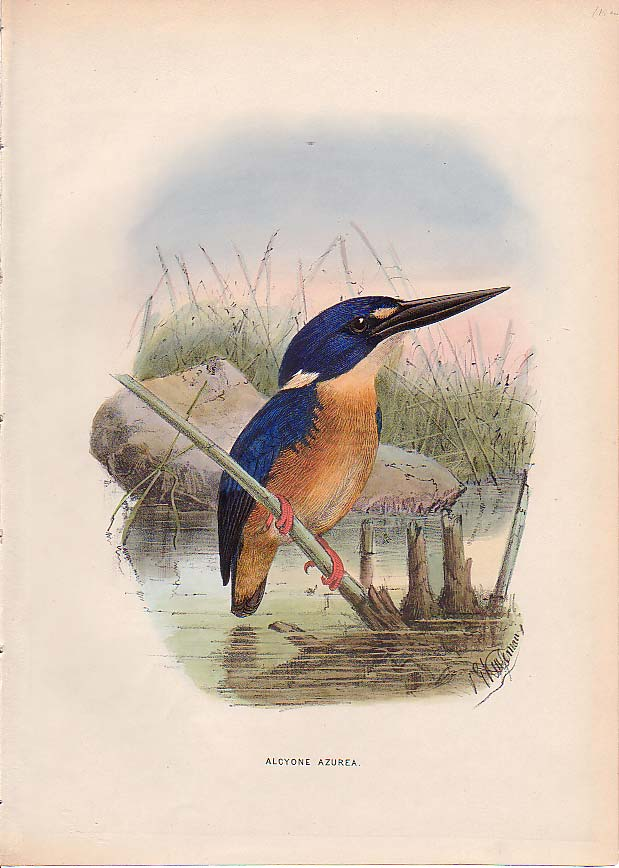
Ультрамариновий рибалочка

Довжина птаха становить 17-19 см, самці важать 29-32 г, самиці 31-35 г. Верхня частина тіла лазурово-синя, на горлі і шиї з боків велика біла або охриста пляма, перед очима оранжеві плями. Нижня частина тіла оранжева, з боки поцятковані фіолетово-синіми смужками. Дзьоб довгий, тонкий, чорний, лапи червоні.

## Підвиди
Виділяють сім підвидів:
- C. a. affinis (Gray, GR, 1861) — острови Моротай[en], Хальмахера і Бачан (північні Молуккські острови);
- C. a. yamdenae (Rothschild, 1901) — острів Романґ[en] (схід Малих Зондських островів) і острови Танімбар (південні Молуккські острови);
- C. a. lessonii (Cassin, 1850) — захід, південь і південний схід Нової Гвінеї, острови Ару, Раджа-Ампат і Д'Антркасто;
- C. a. ochrogaster (Reichenow, 1903) — північ Нової Гвінеї, острови Нумфор[en], Біак[en], Япен, Каїріру і Каркар;
- C. a. ruficollaris (Bankier, 1841) — північ Австралії (від північного заходу Західної Австралії до півночі півострова Кейп-Йорк на північному сході Квінсленда);
- C. a. azureus (Latham, 1801) — схід і південний схід Австралії (від південного сходу півострова Кейп-Йорк до південно-західної Вікторії);
- C. a. diemenensis (Gould, 1846) — Тасманія.

## Поширення і екологія
Ультрамаринові рибалочки мешкають в Австралії, Індонезії і Папуа Новій Гвінеї. Вони живуть в заростях на берегах річок, озер, боліт, біллабонгів і лиманів. Зустрічаються на висоті до 1520 м над рівнем моря. Живляться ракоподібними, дрібною рибою, водяними комахами і павуками, дрібними жабками і пуголовками. Птахи полюють на рибу та ракоподібних, пірнаючи у воду із засідки або зависаючи нерухомо в повітрі. Перш ніж проковтнути свою здобич, вони вбивають її ударом об гілку. Водяних комах ультрамаринові рибалочки ловлять в польоті.
Ультрамаринові рибалочки є моногамними, територіальними птахами. Сезон розмноження на півночі Австралії у них триває з вересня по квітень, на півдні Австралії з серпня по лютий. Гніздова нора довжиною 80-120 см викопується в піщаній мілині. Занадто низько розташовані гніздові нори можуть бути зруйновані під час повені. В кладці від 4 до 6 білих, округлих, блискучих яєць розміром 22×19 мм. Інкубаційний період триває 20-22 дні, насиджують і самиці, і самці. Батьки доглядають за пташенятами протягом 3-5 тижнів після вилуплення. За сезон може вилупитися два виводки.